# Uniwersalny pilot

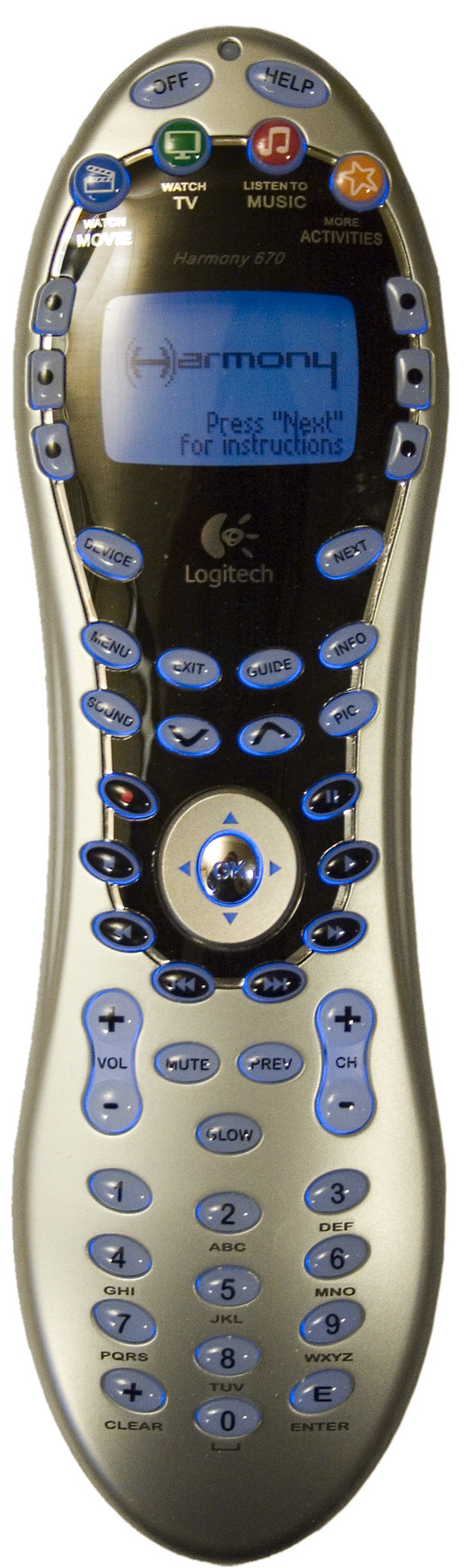
Pilot uniwersalny Harmony 670

Uniwersalny pilot (ang. universal remote) – pilot zdalnego sterowania, który umożliwia obsługę nawet kilkudziesięciu różnych urządzeń elektronicznych. Przed rozpoczęciem pracy, uniwersalny pilot powinien być dobrze zaprogramowany przez użytkownika.

## Historia
Pierwszy uniwersalny pilot (patent USA 4774511; pod marką Magnavox) został wprowadzony z dniem 30 maja 1985 roku przez holenderskie przedsiębiorstwo elektroniczne Philips, wynalazcami byli Robin Rumbolt, William McIntyre i Larry Goodson z North American Philips Consumer Electronics.
W 1987 roku przedsiębiorstwo CL 9 opracowało pierwszy programowalny uniwersalny pilot, który został nazwany „CORE”, wynalazcami byli natomiast Steve Wozniak i Charles H. Van Dusen. W marcu tego samego roku Steve Ciarcia napisał artykuł dla magazynu Byte, pt. „Build a Trainable Infrared Master Controller”, artykuł opisuje uniwersalny pilot z możliwością wgrania ustawień na komputer.